# Diocèse de la Haute-Garonne
Cet article court présente un sujet plus développé dans : Archidiocèse de Toulouse.
Le diocèse de la Haute-Garonne est un ancien diocèse de l'Église constitutionnelle en France. Créé par la constitution civile du clergé de 1790, il est supprimé à la suite du concordat de 1801. Il couvrait le département de la Haute-Garonne. Le siège épiscopal était Toulouse.